# H. C. Horn
Die Firma  H. C. Horn, 1864 als Zündholzfabrik gegründet, eröffnete 1879 einen Reedereibetrieb in Schleswig, der 1921 nach Flensburg und 1933 nach Hamburg verlegt wurde. Nach dem Zweiten Weltkrieg erfolgte 1956 durch Heinz Horn eine Neugründung der Reederei mit Sitz in Hamburg, die bis 1969 bestand. Sie war vor allem in der Kühlfrachtschifffahrt tätig, bei der bis Anfang 1970 in der weltweiten Fahrt kleine Ladungen von Kühlgütern entweder von Linienfrachtern mit einigen Kühlräumen oder sehr kleinen Kühlschiffen transportiert wurden. Danach übernahmen die Kühlcontainer dieses Ladungssegment.
1949 gründete Erich Müller-Stinnes die Horn-Linie, an deren Vorgänger, dem Westindischen Schiffahrtskontor, Heinz Horn Anteile besaß.

## Geschichte

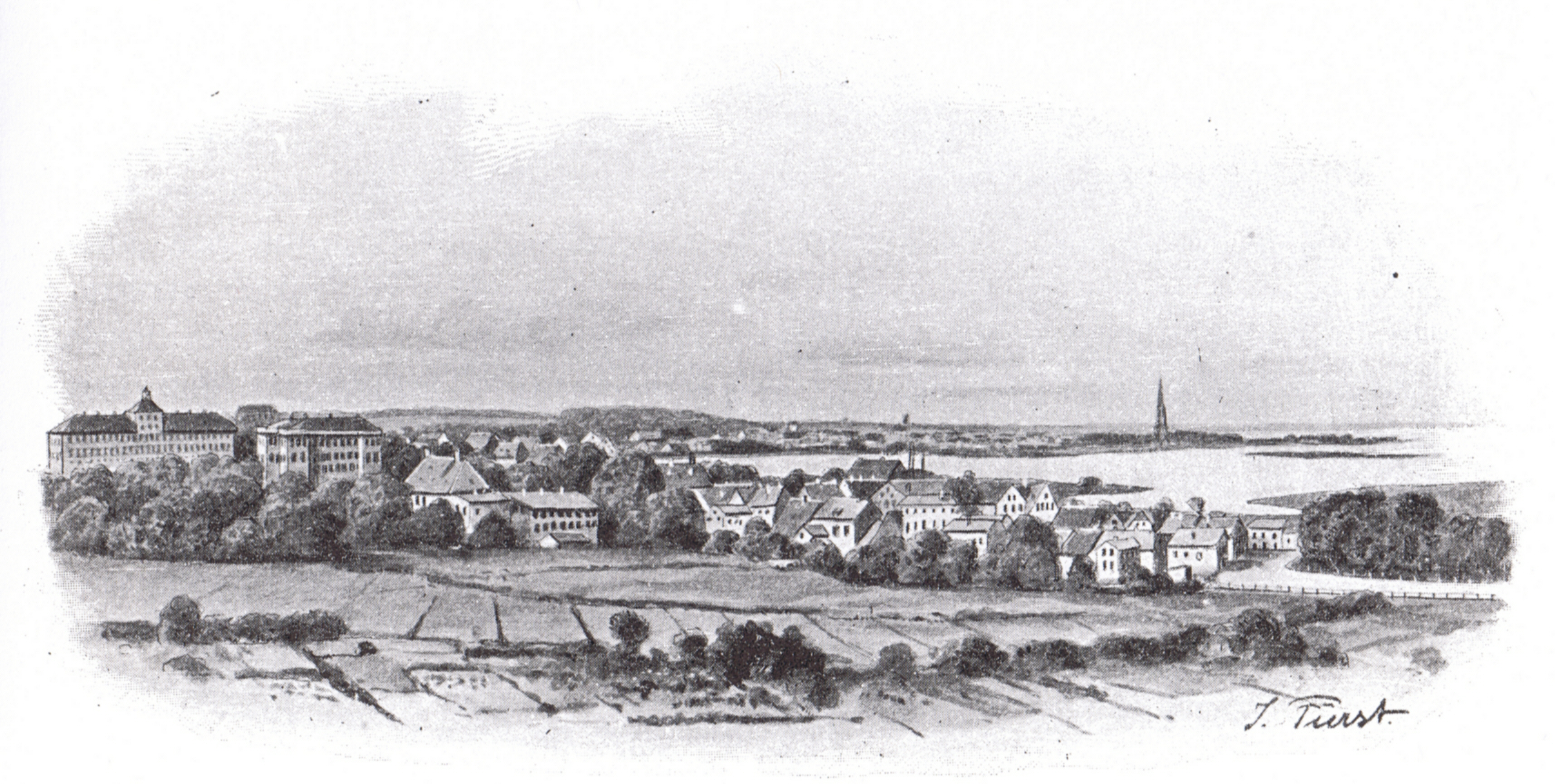
Schleswig um 1870

Heinrich Christian Horn wurde 1837 in Kiel geboren und kam 1860 nach Schleswig. 1864 erwarb er hier sein Haus mit einem Fabrikgebäude zur Zündholzherstellung. In diesem Jahr gelangte Schleswig von Dänemark zu Preußen. Mit ein Grund, dass er allgemeine Handelsgeschäfte aufnahm. Ab 1869 handelte er auch mit Kohlen und Koks. Die Kohlen kamen aus England und daher interessierte er sich zunehmend für die Schifffahrt.

### Reedereigründung durch Heinrich Christian Horn 1879
1879 übernahm er die Schleischifffahrt mit drei kleinen Schiffen, die Güter und Passagiere auf der Schlei beförderte. Eine gute Ergänzung, da die Saison der Schleischifffahrt im Sommer und der Kohlenhandel im Winter stattfand. 1871 wurde Horn schwedisch-norwegischer Konsul. 1881 stieg er auch in die Seeschifffahrt ein, gründete die erste Seereederei in Schleswig und suchte Partner, um das erste Schiff zu finanzieren. 190 Parten a 1000 Mark verteilten sich auf 87 Zeichner und Horn als Korrespondentreeder bestellte bei Ulrichs in Vegesack einen Frachter mit 600 t Tragfähigkeit und 240 PS Antriebsleistung zum Preis von 185.000 Mark. Am 21. August 1883 lief das Schiff vom Stapel, wurde auf den Namen Stadt Schleswig getauft und ganz Schleswig war bei der Ankunft des Schiffes am 7. November auf den Beinen, um das Schiff mit einer Ladung Kohlen aus Schottland zu besichtigen. Das zweite Schiff, die Therese Horn mit 603 BRT wurde 1888 für 183.000 Mark von der Rostocker Actiengesellschaft für Schiff- und Maschinenbau geliefert. Es wurde mit 180 Parten von 32 Partnern finanziert. Mit 117 Parten besaß Horn die Mehrheit an diesem Schiff. Mit 14 bis 20 % Rendite waren die Schiffe sehr erfolgreich und mit Beteiligung von Partnern wurde das dritte Schiff, die mit 699 BRT vermessende Minna Horn, ebenfalls von der Rostocker Actiengesellschaft für Schiff- und Maschinenbau abgeliefert.
1899 starb Heinrich Christian Horn mit 61 Jahren und die Witwe Therese Horn übernahm von 1899 bis 1903 die Reederei, die dann vom älteren Sohn Henry Horn weitergeführt wurde.

### Die Schiffe für H. C. Horn, Schleswig bis 1904
| Schiffsname         | Werft / Bau-Nr.                                                 | Vermessung BRT/TDW | Ablieferung | Verbleib                          |
| ------------------- | --------------------------------------------------------------- | ------------------ | ----------- | --------------------------------- |
| Stadt Schleswig     | H. F. Ulrichs / 104                                             | 536 / 600          | 1883        | vermisst                          |
| Therese Horn        | Rostocker Actiengesellschaft für Schiff- und Maschinenbau / 97  | 604 /              | 1888        | 1922 gesunken                     |
| Minna Horn          | Rostocker Actiengesellschaft für Schiff- und Maschinenbau / 114 | 699 /              | 1890        | 1915 gesunken                     |
| Marie Horn          | A. G. Neptun / 155                                              | 1217 /             | 1896        | 1918 nach Torpedotreffer gesunken |
| Franz Horn          | A. G. Neptun / 172                                              | 1509 / 2300        | 1898        | 1956 gestrandet                   |
| Henry Horn          | A. G. Neptun / 171                                              | 1508 / 2100        | 1898        | 1940 nach Kollision gesunken      |
| Herbert Horn        | Henry Koch / 105                                                | 2315 / 2900        | 1898        | 1923 bei B&V abgewrackt           |
| Luise Horn          | Henry Koch / 112                                                | 1326 / 2100        | 1899        | 1907 vermisst                     |
| Frida Horn          | A. G. Neptun / 185                                              | 2370 / 3300        | 1900        | 1903 im Hurrikan gesunken         |
| Helene Horn         | Cembeltown Shipping GB / 40                                     | 1825 / 2800        | 1900        | 1933 abgewrackt                   |
| Hilda Horn          | A. G. Neptun / 193                                              | 1410 / 2200        | 1900        | 1941 gesunken                     |
| Heinrich Horn       | Henry Koch / 124                                                | 1360 / 1390        | 1900        | 1917 gestrandet                   |
| Ingrid Horn         | AG Neptun / 203                                                 | 2040 / 3030        | 1902        | 1917 gesunken                     |
| Stadt Schleswig (2) | Schömer&Jensen / 39                                             | 1100 / 1550        | 1902        | 1932 abgewrackt                   |
| Irmgard Horn        | A. G. Neptun / 209                                              | 1485 / 2500        | 1902        | 1939 gesunken                     |
| Minna Horn (2)      | Schömer&Jensen / 54                                             | 1040 / 1500        | 1904        | 1932 in Schweden abgewrackt       |

### Franz Horn gründet 1902 die Dampfschiffs-Rhederei „Horn“ AG in Lübeck
Der jüngere Bruder Franz Horn blieb Gesellschafter, gründete jedoch in Lübeck 1901/02 die Dampfschiffs-Rhederei „Horn“ AG und 1904 die Fruchtdampfer AG in Lübeck. Ab 1902 wurde von Lübeck aus außerdem eine Zweigniederlassung der Schleswiger Reederei betrieben. Für die Fruchtdampfer AG wurden insgesamt sieben Fruchtdampfer in Dienst gestellt, die für die Fruchtfahrt von den Kanarischen Inseln und von Mittelmeerhäfen nach England und Hamburg eingesetzt wurden. Anhand der Namen konnten die mit gleicher Flagge und Schornsteinmarke fahrenden Schiffe unterschieden werden. Die Schleswiger Dampfer fuhren mit dem Familiennamen (Horn hinten) und die Lübecker begannen mit Horn.
Bis 1912 wurde die Fruchtfahrt der Fruchtdampfer AG mit eigenen Schiffen beendet und die Reederei später im Handelsregister gelöscht. 1905 beteiligte sich Franz Horn an der vom Norddeutschen Lloyd (NDL) neu gegründeten Roland-Linie AG zur Westküste Südamerikas. Das Lübecker Engagement wurde ab 1917 reduziert, da der von Franz Horn als Nachfolger vorgesehene Sohn Herbert in Flandern gefallen war. Der NDL kaufte zunehmend Aktien seiner Südamerika-Konkurrenz auf und besaß 1921 die Aktienmehrheit. 1926 ging die Dampfschiffs-Rhederei „Horn“ AG mit ihren 12 Dampfern und rund 20.000 BRT im NDL auf. 1930 starb Franz Horn und damit endete die Bedeutung des Standortes Lübeck für die Familie Horn.

### Henry Horn führt die Reederei in Schleswig ab 1903

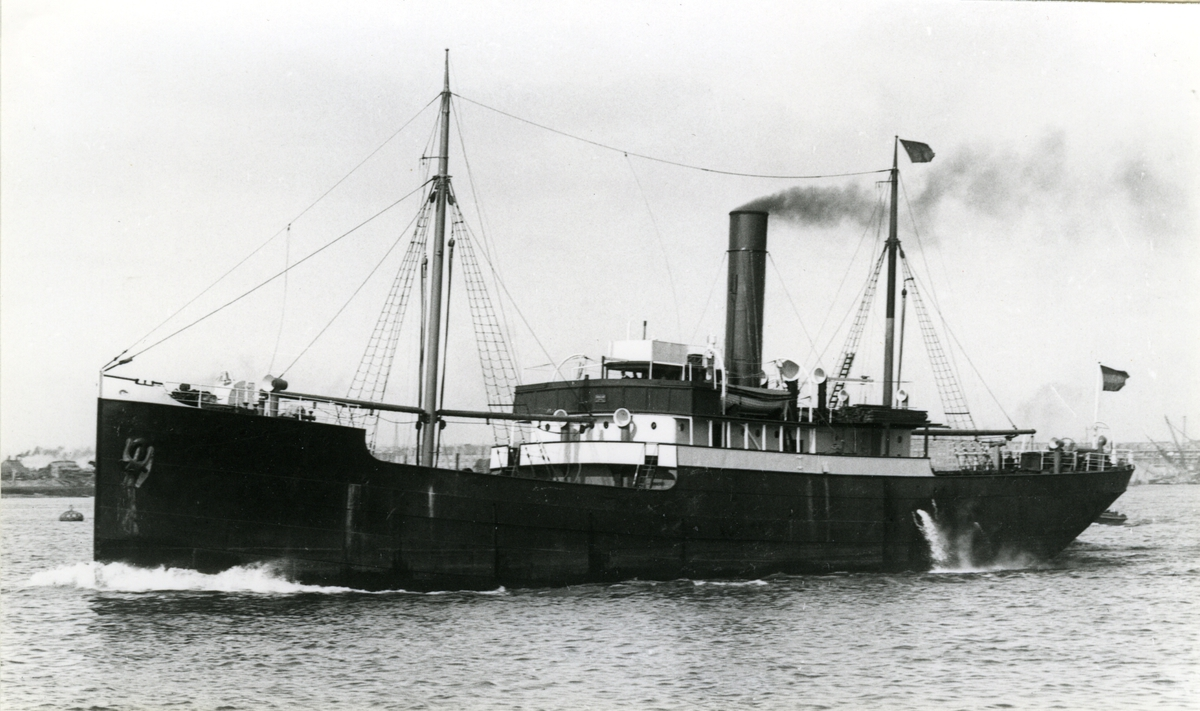
Elberfeld, 1904 gebaut als Minna Horn

1905 fuhren bereits 21 Dampfschiffe mit rund 33.000 BRT für die Partenreederei in Schleswig. 1906 waren es zusammen 38 Dampfer mit 77.500 BRT. Ihr Anschaffungswert betrug 19 Mio. Mark und das Durchschnittsalter drei Jahre. Die Reedereien Horn zählten zu den größten Frachtdampferflotten Deutschlands und waren die Nummer eins in der deutschen Trampfahrt. 1914 war die Reederei mit rund 120.000 Gesamttragfähigkeit zur bedeutendsten deutschen Ostseereederei gewachsen. Der Erste Weltkrieg beendete den weiteren Aufstieg.

### Neuanfang und Änderungen nach dem Ersten Weltkrieg (1920)

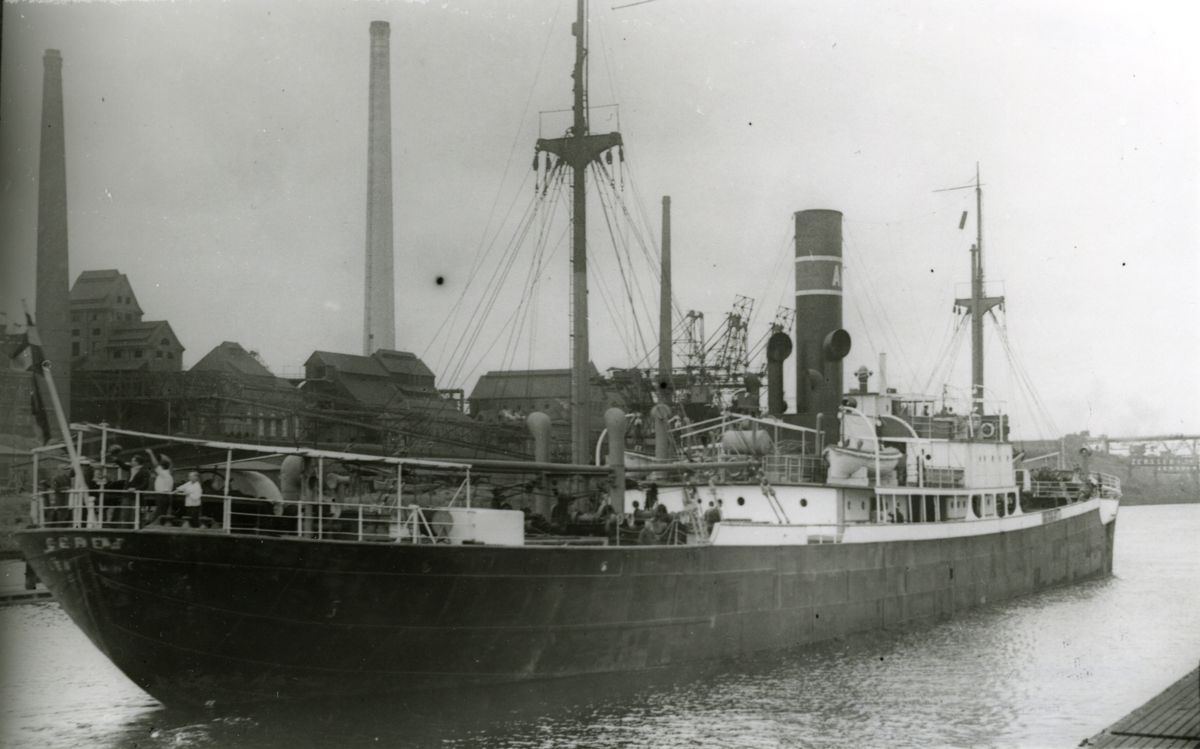
Die Ceres entstand 1922 als Mimi Horn

Nach dem Kriegsende mussten zehn Schiffe abgeliefert werden, es verblieb nur die 19 Jahre alte Irmgard Horn. 1920 wurde sie in die Karibik geschickt, um den Aufbau eines Liniendienst zu erkunden. Der Test verlief erfolgreich und führte zu einem Liniendienst zwischen dem Kontinent und der Karibik. 1921 wurde der Firmensitz von Schleswigs einziger Reederei wegen niedrigerer Steuern zur wichtigen Hafenstadt Flensburg, damals Sitz vieler Reedereien, verlegt. Die Schleischifffahrt hatte man schon vorher aufgegeben. Der Neuanfang war, da der 1921 verabschiedete Reederei-Abfindungsvertrag keinen vollständigen Ersatz für die entstandenen Kriegsschäden vorsah, schwer. Heinz Horn war der einzige Sohn von Henry Horn, er war Reedereikaufmann und hatte bei A. P. Möller als Volontär gearbeitet. Er erhielt 1923 Prokura, bereiste Mittelamerika und errichtete hier ein Agenturnetz für den neuen Liniendienst. Die Trampfahrt wurde reduziert und der teurere, aber Platz sparende Dieselmotor, sollte die Kessel und Dampfmaschinen ersetzen. Hintergrund waren Personaleinsparungen beim Dieselbetrieb und das im Vergleich zur Kohle billige Öl im Bunkerhafen Willemstad auf Curacao. Mit ein Grund, dass dieser Hafen als Drehpunkt auch von Horns Zubringerschiffen der Karibik angelaufen wurde. In Folge entstanden auf verschiedenen Werften ohne Beteiligung von Partnern 12 Motorschiffe von 1924 bis 1932 mit Heimathafen Hamburg, da die technische Inspektion und die Buchungsbüros sich in Hamburg befanden. Die Motorschiffe hatten eine Vermessung von 3.000 bis 4.000 BRT und waren mit großzügigen Passagiereinrichtungen ausgestattet. 1927 nahm die etablierte Westindien-Konferenz die Reederei H. C. Horn als Mitglied auf, wodurch höhere Raten ermöglicht wurden und der Konkurrenzkampf gemildert wurde. 1931 wurde mit der HAPAG eine Poolgemeinschaft eingerichtet und 1933 zog die Reederei auch auf Wunsch der Banken nach Hamburg.

### Heinz Horn (1933)
Henry Horn blieb nur kurze Zeit in Hamburg, er übertrug seinem Sohn Heinz die Geschäftsführung und starb 1937 auf seinem Glücksburger Besitz. Der 1933 eingetretene Kommanditist Erich Müller-Stinnes unterstützte Heinz Horn in diesen schweren Jahren. Bereits 1934 wurden die ersten Nachkriegsneubauten verkauft und langsam besserten sich die Verhältnisse in der Seeschifffahrt. In diesem Jahr wurde das Westindische Schiffahrtskontor GMbH als Korrespondentreederei einiger Hornschiffe gegründet, es gehörte Müller-Stinnes und Horn je zur Hälfte.
Erst 1939 wurde eine Flottenvergrößerung notwendig und die geplanten Neubauten wurden aufgrund des Zweiten Weltkrieges nicht mehr realisiert. Heinz Horn übernahm zwei 7.800 BRT Schiffe vom Reeder Arnold Bernstein. Der Zweite Weltkrieg und seine Folgen bedeuteten das Ende für die Reederei, sowohl bei den Schiffen als auch der Büros, da das Kontorhaus Opfer der Bomben wurde.

## Reedereien Horn-Linie (1949) und H.C.Horn (1956)
Aufgrund von vor dem Zweiten Weltkrieg von Berlin nicht in das Vereinigte Königreich überwiesenen Hypothekenzahlungen gab es nach Kriegsende Probleme mit dem alten Reedereinamen. Heinz Horn haftete als Komplementär persönlich für die Hypotheken und daher bestand die Gefahr, dass man seine Schiffe im Ausland an die Kette legen konnte. Diese Schuldfrage war erst Mitte der 50er Jahre bereinigt.

### Horn-Linie (1949)
Ernst Müller-Stinnes startete 1949 mit der Horn-Linie alleine, da Heinz Horn seine Anteile an dem Westindische Schiffahrtskontor GmbH an ihn übertrug.

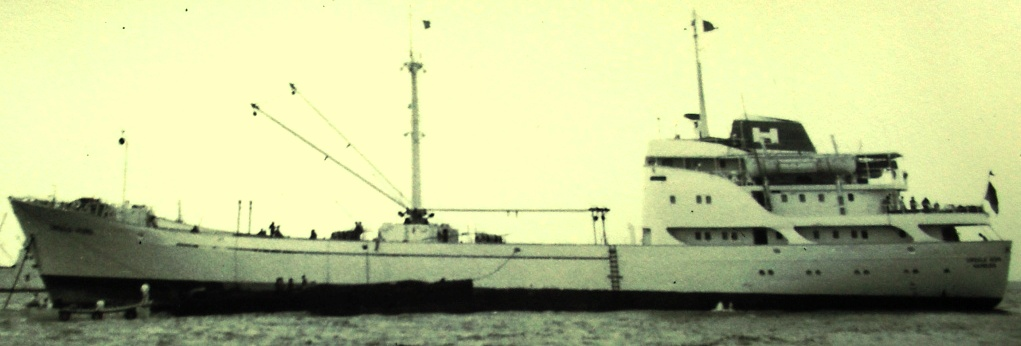
Kühlschiff Ursula Horn lädt tiefgekühlten Fisch auf der Reede vor Bata (Afrika), 1967

### H. C. Horn (1956)
Heinz Horn startete seine Reederei im Jahr 1956 mit dem Namen „H. C. Horn“. Die Idee, mit sehr kleinen Kühlschiffen für weltweite Fahrt eine Nische zu besetzen, war anfangs sehr erfolgreich. Die ersten Schiffe, wie Consul Horn, Therese Horn, Henry Horn, wurden 1957 von den Werften J. J. Sietas in Hamburg und Mimi Horn, Waltraud Horn und Klaus Horn wurden von der Schlichting-Werft in Travemünde abgeliefert. So wurden von 1957 bis 1961 insgesamt 18 Schiffe mit 880 m³ (Consul Horn) bis max. 1.710 m³ (Ursula Horn) abgeliefert. Diese Schiffe wurden aufgrund der weltweiten Fahrt überwiegend im Drei-Wachen-Dienst gefahren, sie wurden von den Besatzungen liebevoll als „Hörnchen“ bezeichnet. Die Reederei H. C. Horn kam wie viele Reedereien Mitte der 1960er Jahre in Schwierigkeiten und wurde von der Reederei Hamburg Süd übernommen.

## Die Kühlschiffe für H. C. Horn von der Werft J. J. Sietas
| Schiffsname      | Bau-Nr. | IMO-Nummer | Vermessung BRT / tdw | Ablieferung | Verbleib |
| ---------------- | ------- | ---------- | -------------------- | ----------- | --- |
| Consul Horn      | 416     | 5507898    | 428 / 576            | 1957        | am 18. Dezember 1963 am Kap Juby (Marokko) gestrandet |
| Therese Horn     | 417     | 5358634    | 428 / 576            | 1957        | 1965 verkauft, 1988 verschrottet |
| Ingrid Horn      | 422     | 5161433    | 560 / 900            | 1958        | 1967 verkauft, 2008 aus dem Lloyd’s Register gelöscht |
| Hilde Horn       | 436     | 5150587    | 1137 / 915           | 1959        | 1969 verkauft, 1991 aus dem Lloyd’s Register gelöscht |
| Dora Horn        | 443     | 5092711    | 428 / 576            | 1958        | 1971 verkauft, 2001 aus dem Lloyd’s Register gelöscht |
| Stadt Schleswig  | 444     | 5337800    | 428 / 576            | 1958        | 1971 verkauft, 1999 aus dem Lloyd’s Register gelöscht |
| Heinz Horn       | 450     | 5146005    | 1114 / 900           | 1958        | 1970 verkauft |
| Marie Horn       | 451     | 5224041    | 1140 / 915           | 1959        | 1969 verkauft, am 1. Juli 1972 vor Puerto Limón durch Explosion und Feuer schwer beschädigt, im Oktober 1976 als künstliches Riff in der Nähe von Miami versenkt |
| Irmgard Horn     | 455     | 5163431    | 852 / 853            | 1958        | 1975 verkauft |
| Ursula Horn      | 456     | 5374406    | 1360 / 1425          | 1959        | 1969 verkauft, im August 1989 in San Esteban de Pravia (Spanien) verschrottet                                                                                    |
| Harald Horn      | 468     | 5142645    | 1360 / 1390          | 1960        | 1968 verkauft, 1972 in Neuseeland zum Forschungsschiff Tangaroa umgebaut, im November 1984 in Auckland verschrottet                                              |
| Caroline Horn    | 469     | 5064805    | 1360 / 1390          | 1960        | 1968 verkauft, im Januar 1987 in Perama (Griechenland) verschrottet                                                                                              |
| Luise Horn       | 470     | 5214537    | 1360 / 1365          | 1961        | 1970 verkauft, am 22. November 1978 vor Elba (Ägypten) auf ein Riff gelaufen und als Totalverlust abgeschrieben                                                  |
| Consul Horn (II) | 599     | 6713934    | 875 / 714            | 1966        | 1967 verkauft, am 13. März 1995 im Golf von Mexiko auf Position 24.05N, 93.14W gesunken                                                                          |